# Scuola di Berlino
La scuola di Berlino per la psicologia sperimentale fu diretta da Carl Stumpf (studente di Franz Brentano e Rudolf Hermann Lotze), il quale fu professore all'Università di Berlino, dove, nel 1893, fondò l'istituto di psicologia sperimentale di Berlino.

## Storia
I suoi studenti più importanti furono Max Wertheimer, Kurt Koffka, Wolfgang Köhler e Kurt Lewin.
Solo dopo che Köhler divenne direttore dell'istituto nel 1922, però, la scuola di Berlino divenne effettivamente una scuola della psicologia gestaltistica.